# كي باس إكس سي
كي باس إكس سي (بالإنجليزية: KeePassXC) هو مُدير كلمات مُرور حُر، مفتوح المصدر.تم بنائُه باستخدام إطار عمل كيوت، مما جعله تطبيق متعدد المنصات يمكن تشغيله علي لينكس، ويندوز وماك أو إس.
يستخدم كي باس إكس سي تنسيق قاعدة بيانات كي باس الإصدار الثاني (.kdbx) كتنسيق أساسي. يمكنه أيضًا استيراد الإصدار الثاني وتحويل قواعد بيانات الإصدار الأول القديمة ذات تنسيق (.kdb). يدعم كي باس إكس سي وجود ملف مفتاح (بالإنجليزية: Keyfile) والتشفير باستخدام مفتاح أمان (يوبيكي) لإضافة مزيد من الأمان.
تدعم العديد من البرامج استخدام تنسيق قواعد بيانات (.kdbx) مما يُمْكِّن المُستخدمين من فتح قواعد البيانات عينها عن طريق المنصات الأُخرى مثل أي أو إس واندرويد دون الحاجة إلى جهاز كمبيوتر.
ما يُميز كي باس إكس سي أَنَّهُ مُدير كلمات مُرور محلِّيّ أي انه على عكس البرمجيات الأُخرى لا يعتمد على خدمة سحابيَّة لحفظ كلمات المرور وإنما يحفظها كملف قاعدة بيانات مُعماة ومحلِّيَّة على الحاسب الشخصي، مما يعطي الحرية أيضًا في استخدام خدمة تخزين سحابية خاصة لتسهيل الوصول والتعديل على قاعدة البيانات من عدة أجهزة دون القلق لأن قاعدة البيانات مُعماة بالغعل.
ذكرت مؤسسة الحدود الإلكترونية أنَّ كي باس إكس سي «مثال على مدير كلمات المرور الحُر ومفتوح المصدر.» أدرج المجتمع التقني لـ PrivacyTools برنامج كي باس إكس سي ضمن قائمة برامج إدارة كلمات المرور الموصى بها بسبب تطويره النشط والمستمر.

## روابط خارجية
- الموقع الرسمي
- KeePassXC على غيت هاب